# Johannes Lähnemann

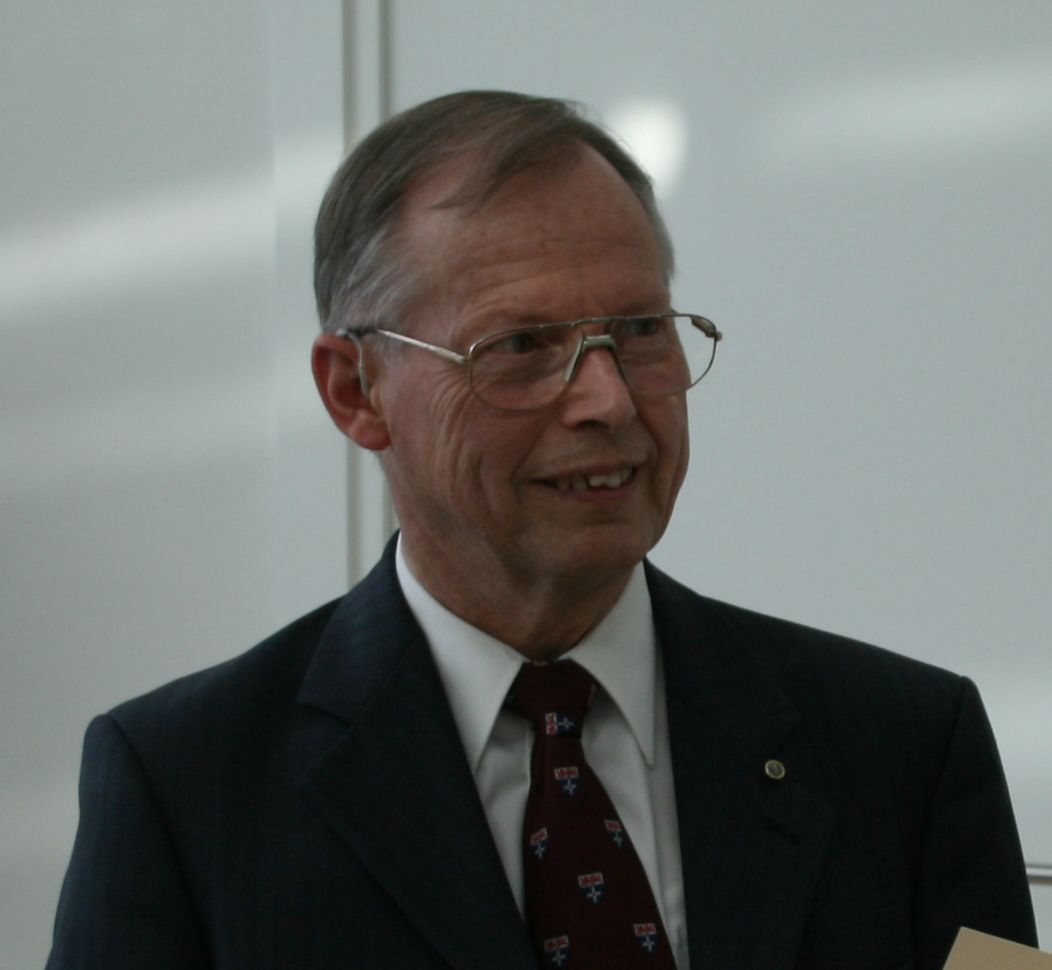
Johannes Lähnemann bei der Verleihung des Bundesverdienstkreuzes in München 2008

Johannes Lähnemann (* 15. Juni 1941 in Schellerten) ist ein deutscher evangelischer Theologe und Religionspädagoge.

## Leben und Karriere
Lähnemann studierte in Bethel, Heidelberg, Wien und Münster Evangelische Theologie und legte 1965/1969 sein 1. und 2. theologisches Examen ab. 1967 heiratete er Susanne Lähnemann, geb. Dörner (1942–2004), Tochter von Friedrich Karl Dörner und Eleonore Dörner, Enkelin von Albert Benary. Seine älteste Tochter Henrike Lähnemann ist Mediävistin an der Universität Oxford. Er promovierte 1968 an der Universität Münster im Neuen Testament bei Willi Marxsen mit einer Arbeit über den Kolosserbrief und war von 1968 bis 1973 Wissenschaftlicher Assistent in Münster. Von 1973 bis 1980 war er Akademischer Rat bzw. Oberrat an der Pädagogischen Hochschule Lüneburg. Während seiner Zeit dort habilitierte er sich 1977 für Praktische Theologie/Religionspädagogik in Bern mit einer Arbeit zu Weltreligionen im Unterricht. 1981 erhielt er den Lehrstuhl für Religionspädagogik und Didaktik des evangelischen Religionsunterrichts an der Friedrich-Alexander-Universität Erlangen-Nürnberg, den er bis zu seiner Emeritierung 2007 innehatte. 2008 heiratete er Sabine Lähnemann, geb. Schulz-Pillgram. Seit 2010 lebt er in Goslar.
Lähnemanns Arbeits- und Forschungsschwerpunkte sind Weltreligionen im Unterricht, interreligiöses Lernen sowie Religionen und Friedenserziehung. In Nürnberg initiierte er zusammen mit seinem Mitarbeiter Werner Haußmann die Nürnberger Foren einer Erziehung zur Kulturbegegnung, bei denen Theologen, Religionswissenschaftler, Pädagogen, aber auch Politiker und Kulturschaffende zusammengeführt wurden. Sie fanden in dreijährigem Turnus statt und wurden nach seiner Emeritierung zusammen mit seinem Nachfolger Manfred Pirner weitergeführt. Zusammen mit Hans Küng hat er die pädagogische Arbeit der Stiftung Weltethos/Tübingen aufgebaut. Mit seinen Kollegen Hartmut Bobzin und Mathias Rohe gründete er das Interdisziplinäre Zentrum für Islamische Religionslehre, eine der ersten deutschen Ausbildungsstätten für islamische Religionslehrkräfte. Zusammen mit Klaus Hock und Wolfram Reiss führte er das Forschungsprojekt „Die Darstellung des Christentums in Schulbüchern islamisch geprägter Länder“ durch. 2008 erhielt er das Bundesverdienstkreuz am Bande und den Tschelebi-Friedenspreis für Verdienste im christlich-islamischen Dialog.
Lähnemann nimmt Berater- und Gutachtertätigkeit in Fragen des interreligiösen Dialogs und interreligiöser Erziehung auf nationaler und internationaler Ebene wahr. Von 1999 bis 2019 war er Chairman der Peace Education Standing Commission (PESC) von Religions for Peace (RfP), die interreligiöse Friedenserziehungsprojekte dokumentiert und miteinander in Austausch gebracht hat, sowie Vorstandsmitglied der deutschen Sektion von Religions for Peace (RfP). Er gründete 1988 die Nürnberger Gruppe der Religionen für den Frieden, hat sie bis 2023 geleitet und eine Geschichte der Organisation geschrieben. Er ist stellvertretender Geschäftsführer des Runden Tisches der Religionen in Deutschland und Mitglied der 2020 aufgebauten Standing Commission Interreligious Education von Religions for Peace International.

## Auszeichnungen
- 2008: Bundesverdienstkreuz am Bande
- 2008: Muhammad-Nafi-Tschelebi-Preis
- 2013: Höffmann-Wissenschaftspreis für Interkulturelle Kompetenz der Universität Vechta
- 2014: INTRA-Projektpreis für Komplentarität der Religionen[4]

## Veröffentlichungen
- Lähnemann, Johannes (2024). Interreligious and peace education in times of crisis: a history of religions for peace. Pädagogische Beiträge zur Kulturbegegnung. Berlin: EB-Verlag. ISBN 978-3-86893-483-0. Open Access of the Pre-Print
- Interreligiöse Verständigung und Bildung 1980–2020. Eine Bilanz im Spiegel der Nürnberger Foren zur Kulturbegegnung. Berlin 2021
- Begegnung – Verständigung – Kooperation. Interreligiöse Arbeit vor Ort – Erfahrungen und Perspektiven aus Nürnberg. Göttingen 2020
- Public Theology – Perspectives on Religion and Education (hrsg. zus. mit Manfred Pirner, Werner Haußmann und Susanne Schwarz). New York/London 2019
- Public Theology, Religious Diversity, and Interreligious Learning. Contributing to the Common Good Through Religious Education (hrsg. zus. mit Manfred Pirner, Werner Haußmann und Susanne Schwarz). New York/London 2018
- Lernen in der Begegnung. Ein Leben auf dem Weg zur Interreligiosität (Autobiografie). Göttingen 2017
- Human Rights and Religion in Educational Contexts (hrsg. zus. mit Manfred Pirner und Heiner Bielefeldt). Switzerland (Springer) 2016
- Spiritualität. Multireligiös. Begegnung der Religionen in Gebeten, Besinnungen, Liedern (zus. m. der Nürnberger Gruppe der Religionen für den Frieden). Berlin 2014
- Media Power and Religions. The Challenge Facing Intercultural Dialogue and Learning (hrsg. zus. mit Manfred Pirner). Frankfurt/M. 2013
- Ich singe dir mit Herz und Mund (Liedpredigten, Bd. 2. Nürnberg 2009)
- Interreligious and Values Education in Europe. Münster 2008, mit P. Schreiner
- Dein Glaube – mein Glaube. Göttingen 2005, mit W. Haußmann
- Spiritualität und ethische Erziehung. Hamburg 2000
- Evangelische Religionspädagogik in interreligiöser Perspektive. Göttingen 1998
- Das Projekt Weltethos in der Erziehung, Hamburg 1995
- Das Wiedererwachen der Religionen als pädagogische Herausforderung. Interreligiöse Erziehung im Spannungsfeld von Fundamentalismus und Säkularismus, Hamburg 1992
- Weltreligionen und Friedenserziehung. Wege zur Toleranz. Hamburg 1989
- Weltreligionen im Unterricht, Teil 1: Fernöstliche Religionen; Teil 2: Islam, Göttingen 1986
- Kulturbegegnung in Schule und Studium, Hamburg 1983
- Studienbuch „Jesus Christus“, Frankfurt/Main 1980 (3. Aufl. 1989) mit Ursula Hahlbohm
- Nichtchristliche Religionen im Unterricht. Schwerpunkt: Islam, Gütersloh 1977
- Der Philemonbrief. Gütersloh 1973 (mit Günter Böhm)
- Der Kolosserbrief. Komposition, Situation und Argumentation. Gütersloh 1971
- Herausgeber der Reihe „Pädagogische Beiträge zur Kulturbegegnung“ (32 Bände)

Festschriften
- W. Haußmann, Hj. Biener, K. Hock, R. Mokrosch (Hrsg.): Handbuch Friedenserziehung: interreligiös – interkulturell – interkonfessionell. Festgabe für Johannes Lähnemann. Gütersloh 2006.
- M. Pirner, W. Haußmann (hrsg.): Lieder sind Lebensbegleiter. Liedbesinnungen. Berlin 2018.